# 無眼流
無眼流（むがんりゅう）とは、小倉藩の三浦源右衛門が創始した武術の流派。剣術、体術、気術（心法鍛錬）を伝える。

## 概要
小倉藩士の三浦は江戸に生まれ、12歳から37歳までの間に、一刀流、山口流、戸田流、心流、吉岡流、眼志流、慈眼流、心陰流、新心流、鞍馬流、東軍流、武蔵流、今枝流、浅山一伝流、楊心流、稲妻流、卜伝流、随変流の18流を極めた。その極意を集めて「輯合流」（しゅうごうりゅう）として教えていたが、「諸流の極意と極意を打ち合わせれば悉く相討ちになってしまう。その限界をなんとか打ち破る工夫をしなくては」と考えていた。ある夜、鐘の音を聞いて悟りを開き、合体、動体の気術を加えて無眼流と流名を改めた。宝永6年（1709年）9月24日、65歳で他界した。
2代目からは高弟の木村源之丞景純の系統と反町無格の系統に分かれた。木村源之丞景純は中津の人で、無眼流を極めた後に書院番士となって小笠原忠基に仕えた。この頃、豊前の近海に清の船が度々出没していたが、景純は清船に乗り込み筆談で船員の事情聴取を行うなど、取り締まりに活躍した。その後は将軍の護衛役である近習番となった。
反町無格は安倍摂津守の家臣であった。千葉周作の「剣法秘訣」に反町が盲人の丸木橋を渡るのを見て悟りを開いて無眼流と称したという話があるが、実際は流祖は三浦である。因みに、この丸木橋の話は心形刀流に伝わっている事から、周作が取り違えたのではないかとされている。
なお、同名の流派が紀州藩と尾張国に存在した。前者は剣術の流派で、「神明流」とも呼ばれた。後者は合気の流派であるという。

## 無眼流を取り扱った作品
- 藤沢周平 「闇の傀儡師」　「風光る剣～八嶽党秘聞」というタイトルでNHK正月時代劇でドラマ化もされた。
- 峰隆一郎 「明治剣鬼伝―妖剣・無眼流」